# Комаров, Олег Александрович
Олег Александрович Комаров (27 июля 1938, Москва, СССР — 12 апреля 1984, Москва, СССР) — советский художник-мультипликатор, кинематографист.

## Биография
Родился 27 июля 1938 года в Москве, в семье архитектора Комарова Александра Васильевича, работавшего в проектном институте "Промстройпроект" Госстроя СССР и домохозяйки Валентины Ивановны Комаровой (в девичестве Минаевой). Отец матери служил в Государственном политическом управлении при НКВД РСФСР с Дзержинским, Феликсом Эдмундовичем. Детство и юношество Олега Александровича прошли в Косом переулке. Затем проживал на ул. Каляевской (Долгоруковская улица). Учился в 183-й (объединённой) школе, располагавшейся по ул. Каляевской, 30. Которую впоследствии и окончил. Там же познакомился с будущей супругой. После окончания школы, поступил в московский медицинский стоматологический институт - ММСИ, ныне это Российский университет медицины. Где обучался по специальности врач-стоматолог. Но, через время, понял, что стоматология это не его призвание. Проходил военную службу по призыву в рядах ВС СССР, в войсках связи, в должности радиста. Окончил курсы художников-мультипликаторов при киностудии «Союзмультфильм» и после этого, начал работу. Со временем стал одним из ведущих художников-мультипликаторов. Параллельно руководил детским кружком мультипликации при Центральном доме кино. Из известных в отечественной и мировой мультипликации учеников кружка - Кулаков, Юрий Львович, Дорогов, Александр Николаевич, Котёночкин, Алексей Вячеславович.
Участвовал в создании около 90 мультфильмов и первых 13 выпусков «Ну, погоди!».
Также, сотрудничал с коллегами из Венгрии и Румынии. Принимал участие в создании детского полнометражного музыкального анимационного-художественного фильма Мария, Мирабела.
Принимал участие в создании заставки для телепередачи «В мире животных».
Был членом Союза кинематографистов СССР и КПСС.
Занимался спортом, в частности вольной борьбой. Увлекался резьбой по дереву и филателией.
Излюбленным местом для ежегодного семейного отдыха и поиска творческого вдохновения у художника, был город-курорт Нарва-Йыэсуу.
Ушёл из жизни 12 апреля 1984 года. Похоронен на Кузьминском кладбище. 

## Фильмография
1. 1967 — «Кузнец-колдун»
2. 1967 — «Маугли. Ракша»
3. 1968 — «Маугли. Похищение»
4. 1969 — «Ну, погоди! (выпуск 1)»
5. 1969 — «Снегурка»
6. 1970 — «Ну, погоди! (выпуск 2)»
7. 1970 — «Обезьяна с острова Саругасима»
8. 1971 — «Ну, погоди! (выпуск 3)»
9. 1971 — «Три банана»
10. 1971 — «Ну, погоди! (выпуск 4)»
11. 1972 — «Ветерок»
12. 1972 — «Ну, погоди! (выпуск 5)»
13. 1972 — «Песня о юном барабанщике»
14. 1972 — «Фока – на все руки дока»
15. 1973 — «Василёк»
16. 1973 — «Детство Ратибора»
17. 1973 — «Здоровье начинается дома»
18. 1973 — «Ковбои в городе»
19. 1973 — «Маугли»
20. 1973 — «Ну, погоди! (выпуск 6)»
21. 1973 — «Ну, погоди! (выпуск 7)»
22. 1973 — «Сказка о попе и о работнике его Балде»
23. 1973 — «Щелкунчик»
24. 1974 — «Как козлик землю держал»
25. 1974 — «Как Львёнок и Черепаха пели песню»
26. 1974 — «Мешок яблок»
27. 1974 — «Ну, погоди! (выпуск 8)»
28. 1974 — «Пони бегает по кругу»
29. 1975 — «Василиса Микулишна»
30. 1975 — «Верните Рекса»
31. 1975 — «В порту»
32. 1975 — «Достать до неба»
33. 1975 — «Как верблюжонок и ослик в школу ходили»
34. 1975 — «Маяковский смеётся»
35. 1975 — «На лесной тропе»
36. 1975 — «Радуга»
37. 1975 — «Среди хлебов спелых»
38. 1975 — «Я вспоминаю»
39. 1976 — «Весёлая карусель (выпуск 8)»
40. 1976 — «Муха-Цокотуха»
41. 1976 — «Ну, погоди! (выпуск 9)»
42. 1976 — «Ну, погоди! (выпуск 10)»
43. 1976 — «О том, как гном покинул дом и...»
44. 1976 — «Храбрец-удалец»
45. 1976 — «Шкатулка с секретом»
46. 1977 — «Бобик в гостях у Барбоса»
47. 1977 — «Мальчик-с-пальчик»
48. 1977 — «Ну, погоди! (выпуск 11)»
49. 1977 — «Ох и Ах идут в поход»
50. 1977 — «Пятачок»
51. 1978 — «Весёлая карусель № 10. Бабочка и тигр»
52. 1978 — «И смех и грех»
53. 1978 — «Контакт»
54. 1978 — «На задней парте (выпуск 1)»
55. 1978 — «Наш друг Пишичитай (выпуск 1)»
56. 1978 — «Ну, погоди! (выпуск 12)»
57. 1978 — «Последняя невеста Змея Горыныча»
58. 1978 — «Приключения Хомы»
59. 1978 — «Кто побудет с детьми?»
60. 1979 — «Волшебное кольцо»
61. 1979 — «Кто получит приз?»
62. 1979 — «Маша и волшебное варенье»
63. 1979 — «Наш друг Пишичитай (выпуск 2)»
64. 1980 — «Весёлая карусель № 11. Погоня»
65. 1980 — «Лебеди Непрявды»
66. 1980 — «Мореплавание Солнышкина»
67. 1980 — «Ну, погоди! (выпуск 13)»
68. 1981 — «Зимовье зверей»
69. 1981 — «Кот Котофеевич»
70. 1981 — «Мария, Мирабела»
71. 1981 — «Он попался!»
72. 1981 — «Раз — горох, два — горох…»
73. 1981 — «Халиф-аист»
74. 1982 — «Бедокуры»
75. 1982 — «Как аукнется...»
76. 1982 — «Лиса Патрикеевна»
77. 1982 — «Парадоксы в стиле рок»
78. 1982 — «Робинзон и самолёт»
79. 1982 — «Старая пластинка»
80. 1982 — «Сын камня»
81. 1982 — «Охотник и его сын»
82. 1983 — «Весёлая карусель № 15. Почему мне нравится слон»
83. 1983 — «Гирлянда из малышей»
84. 1983 — «Неудачники»
85. 1983 — «Снегирь»
86. 1984 — «Контакты... конфликты...»
87. 1984 — «Осторожно, обезьянки!»
88. 1987 — «Смех и горе у Бела моря»